# مونی ۲
مونی ۲ (به تامیلی: Muni 2: Kanchana) فیلمی محصول سال ۲۰۱۱ و به کارگردانی راغاوا لارنس است. در این فیلم بازیگرانی همچون آر.ساراتکومار، راغوا لارنس، رائی لاکشمی، کوای سارالا، دودارشنی، سیمران، بابو آنتونی ایفای نقش کرده‌اند.
این فیلم دنباله فیلم مونی می باشد.